# Ferreres (els Masos de Sant Martí)
Ferreres és un indret del terme municipal d'Isona i Conca Dellà, a l'antic terme d'Isona, al Pallars Jussà.
El lloc és al sud-sud-est d'Isona i a l'est-sud-est dels Masos de Sant Martí, a la carena emmarcada al nord-oest pel barranc de Francolí i al sud-est pel riu de la Pedra. Hi passa la pista rural d'Isona als Masos de Sant Martí i a Covet.